# أنطونيو لوبيز دي سانتا آنا

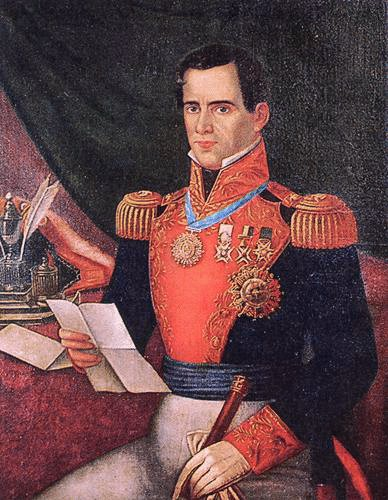
سانتا أنا

أنطونيو لوبيز دي سانتا أنا (بالإسبانية: Antonio López de Santa Anna)، جنرال مكسيكي (1876 - 1794)، حارب الإسبان في محاولتهم لاستعادة المكسيك وترأس البلاد لأكثر من مرة، وحارب تمرد ولاية تكساس، خاض حربا مع الأمريكيين وهزم فيها.
كان سانتا أنا ابن موظف استعماري وولد في يوم 21 فبراير 1794 في مدينة خالابا وأصبح في وقت لاحق ضابطا في الجيش الأسباني وترقى إلى رتبة نقيب ثم ناصر أغوستين دي إتوربيدي في حرب الاستقلال عام 1821، ونصبه إيتروبيدي كحاكم وعميد على ولاية فيراكروز، قبل أن يساعد سانتا آنا على الإطاحة به ثم ساعد فيسنتي غيريرو على أن يصبح رئيسا ثم يساعد على الإطاحة به هو الآخر، وأحبط محاولة أسبانية لإعادة المكسيك لملكها عام 1829 فأكسبه هذا احترام الشعب. وكان مناصرا للحزب الفدرالي، حيث ساعدته الفدرالية على الاحتفاظ بحكم فيراكروز. وبقي في موقعه حتى واتته الظروف وهزم الرئيس أناستازيو بوستامانتي في كاساس بلانكاس في 12 نوفمبر 1832. لم يرغب سانتا آنا بأخذ موقع الرئاسة ولكنه فضل أن يحكم عن طريق دمى.
أصبح سانتا آنا رئيسا عام 1834 كمؤيد للفدرالية ومناوئ للكنيسة الكاثوليكية لكنه اتجه نحو بناء دولة مركزية وألغى الدستور الفدرالي، ثم حاول قمع تمرد قام به المستوطنون البيض في تكساس عام 1836 وتم إعلان استقلال المنطقة في 2 مارس لكنه اتجه نحوها وهزم المستوطنين في ألامو ورحل غربا نحو نهر سان خاسينتو لكنه تعرض للهزيمة واعتقل من قبل الجنرال سام هيوستن في 21 أبريل والذي أرسله إلى واشنطن العاصمة حيث قابل الرئيس أندرو جاكسون ورجع في فبراير 1837 وأجبر على التقاعد.
وفي عام 1838 احتلت البحرية الفرنسية مدينة فيراكروز وطالبت بتعويضات عما حدث للسفن الفرنسية من أضرار فقاد سانتا أنا القوات إلى المدينة في الوقت الذي بدأ فيه الفرنسيون بالرحيل، وفقد رجله في المناوشات فنال الاحترام بعدها وأصبح رئيسا عام 1839 ثم تحول إلى دكتاتور حتى نفي عام 1845 إلى كوبا.
تفاوض سانتا آنا مع الرئيس الأمريكي جيمس بولك حتى يعود للسلطة وبدأ مفاوضات السلام لكنه بدأ المعارك في الحرب الأمريكية المكسيكية في عام 1846 حيث هزمه الجنرال وينفيلد سكوت وذهب وتقاعد في جامايكا عام 1847 ثم في غرانادا الجديدة عام 1853 وبعد عشر سنوات طلب الدعم الأمريكي للإطاحة بالإمبراطور ماكسيميليان ولكن طلبه رفض وكذلك رفضت مساعدته من قبل ماكسيميليان وخصومه، وفي عام 1867 قام بقيادة تمرد لكنه اعتقل وحكم عليه بالموت ولكن أعفي عنه لأنه كان خرفا. وقبل موته بسنتين سمح له بالعودة إلى بلده حيث مات فقيرا وأعمى وكان موته يوم 21 يونيو 1876 في مدينة مكسيكو.